# Lattenkamp (métro de Hambourg)
Lattenkamp (en allemand : U-Bahnhof Lattenkamp) est une station de la ligne U1 du métro de Hambourg. Elle se situe dans le quartier de Winterhude, dans l'arrondissement du Nord. Elle dessert principalement l'Alsterdorfer Sporthalle.

## Situation sur le réseau

Plans des lignes
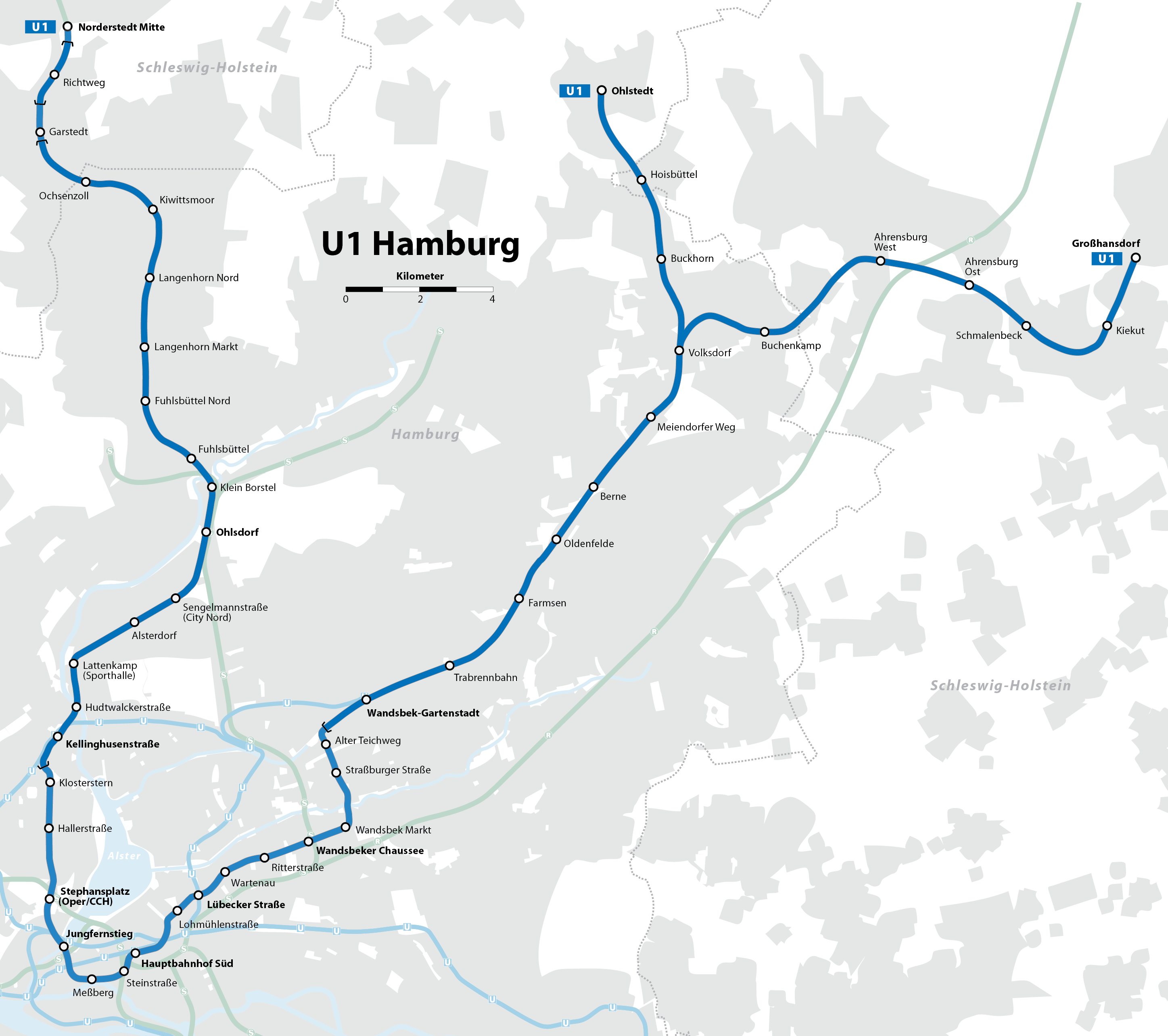
Ligne U1.

## Histoire
La station de métro Lattenkamp est construite en 1912 et 1913 dans le cadre de la construction d'une ligne ferroviaire surélevée reliant la Kellinghusenstraße à Ohlsdorf, qui fait désormais partie de la ligne U1. Le bâtiment de la gare avec un accès au quai se trouve à l'origine sur le Meenkwiese. Au début des années 1980, un tunnel avec des escaliers menant aux trains est construit approximativement sous le milieu du quai ; l'entrée d'origine est fermée et démolie.

## Services aux voyageurs

### Accès et accueil
La station de métro est située parallèlement à la rue éponyme Lattenkamp à l'est et Bebelallee à l'ouest, à quelques mètres au nord de la rue Meenkwiese qui la traverse. L'installation dispose d'une plateforme centrale sur un remblai. Deux escaliers et un ascenseur mènent approximativement au milieu au bâtiment d'accès au niveau de la rue. Au sud du quai se trouve un changement de voie, qui est désormais principalement utilisé pour faire demi-tour aux trains en cas de perturbations du service.

### Intermodalité
Il y a des connexions avec cinq lignes de bus urbains, un parc relais et une station de vélos en libre sevrice.